# Gilles Porcher de Lissonay
Gilles Porcher de Lissonay, comte de Richebourg, né à La Châtre le 22 mars 1752, mort le 10 avril 1824, est un médecin et homme politique français.

## Biographie

### Les premières armes
Il est le fils de François Porcher de Lissonay, président du grenier à sel de La Châtre, et de Jeanne Ursule Baucheron du Plaix.  
Il est tout d'abord médecin, profession qu'il abandonne à la Révolution. Il est alors subdélégué de l'intendant du Berry à La Châtre.  
Il adopte les principes les idées de la Révolution avec beaucoup d'enthousiasme, et est élu maire de La Châtre en 1790.
Il devient député suppléant du département de l'Indre à l'Assemblée législative, où il ne prit point séance. 

### À la Convention Nationale
Il est élu député du département de l'Indre en septembre 1792 à la Convention nationale. Dans le procès de Louis XVI, il se déclare pour l'appel au peuple , et vota par la suite la détention et le bannissement à la paix, en exposant ainsi ses motifs : « Je vote, non comme juge, je n'en ai pas le droit ; mais comme représentant du peuple, chargé de prendre des mesures de sûreté générale. Je ne me dissimule pas qu'il est difficile d'en prendre qui soient absolument exemptes de dangers ; mais comme l'existence d'un tyran enchaîné, abhorré, me semble moins à craindre que les prétentions que sa mort ferait naître, j'adopte la mesure de la détention, jusqu'à ce que la paix et la liberté, consolidées, permettent de le bannir ; et je me détermine d'autant plus à cette mesure, que je crois qu'elle aura de l'influence sur le succès de la campagne prochaine. »
Porcher se déclara ensuite pour le sursis à l'exécution. Sans jamais avoir joué de rôle marquant, ce député conventionnel fut toujours employé avec beaucoup d'activité, tant au comité de législation, au nom duquel il fit de fréquents rapports, que dans les départements où il se conduisit d'une manière fort modérée. Ce ne fut guère qu'après le 9 thermidor (27 juillet 1794) qu'il se fit remarquer à la Convention. Il fut envoyé alors dans les départements de l'Ouest, où il fit prendre les mesures qu'avait amenées la chute de Robespierre. À son retour en mai 1795, il fit supprimer le tribunal révolutionnaire. Il eut une seconde mission dans le Calvados d'où, par suite du système de bascule [réf. nécessaire] qui venait d'être adopté, il dénonça les manœuvres des royalistes aux approches de vendémiaire.

### Au conseil des Anciens
À cette époque, il fut élu au Conseil des Anciens par les deux départements qui composaient l'ancienne province du Berri, et continua de se montrer favorable au système révolutionnaire, quoique souvent en opposition avec le Directoire.
Le 29 novembre 1796, il tenta vainement de faire rejeter au nom de la majorité d'une commission dont il était le rapporteur, une résolution qui déclarait expiré l'exercice des fonctions des membres des tribunaux révolutionnaires élus en 1795, et qui autorisait le gouvernement à les remplacer.  Ce rapport qui n'eut aucun résultat pour la chose publique, fut néanmoins réimprimé dans le midi de la France et cette publicité extraordinaire fit nommer Porcher au Conseil des Anciens par le département du Gard ; mais sa nomination fut annulée par l'influence du Directoire, malgré les nombreux suffrages dont elle était appuyée. 

### Administrateur des hospices civils de Paris
Il devint alors membre de la commission administrative des hospices civils de Paris, et eut quelques démêlés avec Lepreux et les autres médecins de l'Hôtel-Dieu, qui lui adressèrent une lettre très forte, laquelle fut imprimée dans le temps. Porcher perdit cet emploi en avril 1799, à la suite d'un renouvellement général. 

### De retour au Conseil des Anciens
Le département de l'Indre le réélut, à la même époque, au Conseil des Anciens. Là, il vota notamment contre la résolution qui tendait à soumettre à la peine de mort les auteurs de traités contraires à la constitution et à l'intégralité du territoire de la République, et représenta « qu'une pareille loi attenterait à la liberté des premiers pouvoirs et entraverait la pensée des représentants du peuple ». 

### Consulat et Empire
Il se prononça, dans le mois de novembre suivant, en faveur de la révolution de Saint-Cloud, qui rendit Bonaparte maître du pouvoir, et il devint aussitôt membre de la commission intermédiaire du conseil, puis sénateur. Il sera fait comte de Richebourg en 1808
Il était secrétaire du Sénat conservateur à l'époque où celui-ci vota la destitution de Napoléon, en 1814. Il signa le 3 avril 1814, en cette qualité, la création d'un gouvernement provisoire et la déchéance de l'empereur.

### Première Restauration
Ceci le fit nommer pair de France par le roi le 4 juin 1814. N'ayant pas rejoint l'empereur lors des Cent-Jours, au retour de Louis XVIII, il recouvra son titre de pair, dont il jouit jusqu'à sa mort le 10 avril 1824.
Il est enterré au cimetière du Père-Lachaise (30e division).